# لوپرسکپل
لوپرسکپل (به هلندی: Looperskapelle) یک منطقهٔ مسکونی در هلند است که در اسخائن-دایفه‌لاند واقع شده‌است.